# Lo sconosciuto alla porta
Lo sconosciuto alla porta (When a Stranger Calls Back) è un film per la televisione del 1993 diretto da Fred Walton. Si tratta del seguito di Quando chiama uno sconosciuto del 1979, diretto dallo stesso regista.
In Italia, il film è uscito direttamente in VHS distribuito dall'etichetta Cic Video/Universal.

## Trama
Julia Jenz arriva a casa del dottor Schifrin per un normale lavoro di babysitter. Poco dopo che il dottor Schifrin e sua moglie se ne sono andati, un uomo misterioso bussa alla porta. L'uomo dice a Julia che la sua auto è in panne e chiede di entrare per usare il telefono. Julia gli rifiuta l'ingresso, ma accetta di chiamare il meccanico. Scopre che il telefono è staccato e nel frattempo capisce che c'è qualcuno in casa. In quel momento scopre anche che i bambini sono stati rapiti. Cinque anni dopo Julia è una studentessa introversa ancora traumatizzata dall'incidente. Come se non bastasse di tanto in tanto accadono cose strane nel suo appartamento e Julia arriva a credere che il rapitore dei bambini la stia perseguitando. Jill Johnson, protagonista in passato di una vicenda molto simile, ora è consulente psicologa presso il college che Julia frequenta, si offre di aiutarla a superare il trauma e a scoprire il colpevole.